# Alyssa Diaz
Alyssa Elaine Diaz (Northridge, 7 settembre 1985) è un'attrice statunitense.

## Biografia
Nata a Northridge, quartiere di Los Angeles, California, è di origini colombiane, messicane e americane. Ha un fratello di nome Michael e si è diplomata alla Bishop Alemany High School.
È apparsa come guest star in numerose serie televisive come Southland, CSI: NY e Lie to Me. Ha interpretato Elena nel film per la televisione Ben 10: Alien Swarm e Jasmine in Le nove vite di Chloe King.

## Filmografia

### Cinema
- Wednesday Afternoon, regia di Alonso Mayo – cortometraggio (2004)
- Anyone, regia di Alonso Mayo – cortometraggio (2004)
- Echoes, regia di Cedric K. Williams – cortometraggio (2004)
- How the Garcia Girls Spent Their Summer, regia di Georgina Riedel (2005)
- Oh Baby!, regia di Steven Rothblatt (2008)
- Shark Night - Il lago del terrore (Shark Night 3D), regia di David R. Ellis (2011)
- Red Dawn - Alba rossa (Red Dawn), regia di Dan Bradley (2012)

### Televisione
- The Brothers Garcia – serie TV, episodio 2x05 (2001)
- American Family – serie TV, episodio 1x16 (2002)
- CSI: Miami – serie TV, episodio 3x06 (2004)
- Così gira il mondo (As the World Turns) – serial TV, 56 puntate (2005)
- Sixty Minute Men, regia di Jon Avnet – film TV (2006)
- The Unit – serie TV, episodio 2x07 (2006)
- Shark - Giustizia a tutti i costi (Shark) – serie TV, episodio 2x14 (2008)
- Greek - La confraternita (Greek) – serie TV, episodio 2x09 (2008)
- CSI: NY – serie TV, episodio 5x14 (2009)
- Valentine – serie TV, episodio 1x07 (2009)
- Three Rivers – serie TV, episodio 1x02 (2009)
- Ben 10: Alien Swarm, regia di Alex Winter – film TV (2009)
- Southland – serie TV, episodi 1x04-2x02-2x05 (2009-2010)
- The Jensen Project, regia di Douglas Barr – film TV (2010)
- Lie to Me – serie TV, episodio 2x16 (2010)
- Law & Order: LA – serie TV, episodio 1x22 (2011)
- Le nove vite di Chloe King (The Nine Lives of Chloe King) – serie TV, 10 episodi (2011)
- Terapia d'urto (Necessary Roughness) – serie TV, episodio 1x09 (2011)
- Army Wives - Conflitti del cuore (Army Wives) – serie TV, episodi 6x06-6x07-6x09 (2012)
- The Vampire Diaries – serie TV, 4 episodi (2012)
- The Last Ship – serie TV, 2 episodi (2013)
- The Bridge – serie TV, 3 episodi (2014)
- Grimm – serie TV, episodio 4x08 (2014)
- Ray Donovan – serie TV, 24 episodi (2015)
- Lucifer – serie TV, episodio 1X05(2016)
- Bones – serie TV, episodio 11x15 (2016)
- Le regole del delitto perfetto – serie TV, episodio 3x06 (2016)
- Zoo – serie TV, 26 episodi (2016-2017)
- NCIS: Los Angeles – serie TV, 3 episodi (2016-2019)
- Narcos: Messico – serie TV, 10 episodi (2018)
- The Rookie – serie TV (2018-in corso)
- Ray Donovan: The Movie, regia di David Hollander - film TV (2022)

## Doppiatrici italiane
Nelle versioni in italiano delle opere in cui ha recitato, Alyssa Diaz è stata doppiata da:
- Ilaria Latini in The Vampire Diaries, Narcos: Messico, NCIS: Los Angeles (ep. 10x24, 11x01)
- Alessia Amendola in Ray Donovan, Ray Donovan: The Movie
- Federica De Bortoli in CSI: Miami
- Perla Liberatori in Ben 10: Alien Swarm
- Elena Perino in Le nove vite di Chloe King
- Domitilla D'Amico in Zoo
- Valeria Vidali in NCIS: Los Angeles (ep. 8x03)
- Roberta Maraini in The Rookie